# HD 18537
HD 18537，又名BD+51 665，SAO 23763、HR 890，是一颗恒星，视星等为5.28，位于銀經142.11，銀緯-5.63，其B1900.0坐标为赤經2h 53m 44.3s，赤緯+51° -5.63′ 15″。